# Old Time's Sake
«Old Time's Sake» es el tercer sencillo del rapero estadounidense Eminem. El sencillo cuenta con la colaboración y fue producido por Dr. Dre. Se lanzó en itunes el 5 de mayo. No se lanzó un video musical para esta canción, por lo que en los programas musicales se mostraban interpretaciones en vivo. El estilo de esta canción es de costa este.

## Lista de popularidad
| Listas (2009)          | Posiciones |
| ---------------------- | ---------- |
| Canadian Hot 100       | 14         |
| Irish Singles Chart    | 49         |
| UK Singles Chart       | 61         |
| U.S. Billboard Hot 100 | 25         |
| U.S. Billboard Pop 100 | 31         |